# Burmeistera pennellii
Burmeistera pennellii är en klockväxtart som beskrevs av Henry Allan Gleason. Burmeistera pennellii ingår i släktet Burmeistera och familjen klockväxter.
Artens utbredningsområde är Colombia. Inga underarter finns listade i Catalogue of Life.